# Neil Goldschmidt
Neil Edward Goldschmidt, född 16 juni 1940 i Eugene, Oregon, USA, död 12 juni 2024 i Portland, Oregon, USA, var en amerikansk demokratisk politiker. Han var USA:s transportminister 1979–1981 och Oregons guvernör 1987–1991.
Goldschmidt studerade statskunskap vid University of Oregon och avlade juristexamen vid University of California. Han var Portlands borgmästare 1973–1979 och tjänstgjorde sedan som USA:s transportminister fram till år 1981.
Goldschmidt efterträdde 1987 Victor Atiyeh som guvernör i Oregon och efterträddes 1991 av Barbara Roberts.